# Lydd
Lydd är en småstad och civil parish i grevskapet Kent i sydöstra England. Staden ligger i distriktet Folkestone and Hythe på Romney Marsh, cirka 5 kilometer sydväst om New Romney. Tätorten (built-up area) hade 3 912 invånare vid folkräkningen år 2021.